# Bergkirchen (Jesenwang)
Bergkirchen ist ein Gemeindeteil von Jesenwang im oberbayerischen Landkreis Fürstenfeldbruck. 

## Lage
Die Einöde liegt 500 Meter nördlich von Jesenwang und ist über die Kreisstraße FFB 2 zu erreichen. Die isolierte Lage von Bauernhof und Kirche hat sich bis heute erhalten.

## Geschichte
Bergkirchen gehörte vom 14. Jahrhundert bis zur Säkularisation im Jahr 1803 zum Kloster Fürstenfeld. 

## Baudenkmäler
Siehe auch: Liste der Baudenkmäler in Bergkirchen
- Katholische Filialkirche St. Maria

## Bodendenkmäler
Siehe: Liste der Bodendenkmäler in Jesenwang